# اسلاوکو اوبادوف
اسلاوکو اوبادوف (انگلیسی: Slavko Obadov؛ زادهٔ ۱۲ ژوئیهٔ ۱۹۴۸) جودوکار اهل یوگسلاوی بود.